# Skorsten
En skorsten er en rund, fire- eller ottekantet kanal af murværk, beton eller jern, i almindelighed med uafbrudt lodret retning, der tjener til at bortskaffe de ved forbrændingen i et ildsted opståede forbrændingsprodukter og som regel tillige til at fremskaffe den for tilførslen af luft til fyrets vedligeholdelse fornødne »træk«. På grund af vægtforskellen mellem den varme luft i skorstenen og den koldere yderluft vil der nemlig danne sig en opadgående luftstrømning i skorstenen, der vil være stærkere, jo højere skorstenen er.

## Historie
Hvornår skorstenen er opfundet, vides ikke med sikkerhed. I Norden må den være indført en gang i middelalderen, først på herregårde og i klostre, derefter i købstadsboliger, i hvilke den blev almindelige i det 16. århundrede. Tidligere klarede man sig med et røghul eller lignende i gavlen.

## Typer
Der må skelnes mellem skorstene for ildstederne i almindelige beboelseshuse, der udgør en integreret del af bygningerne, og skorstene for større opvarmnings- og fabriksanlæg, der som regel er selvstændige, fritstående bygværker. I almindelige beboelseshuse anbragtes skorstene tidligere i murene og gøres af hensyn til værelsernes udseende så lidt fremtrædende som muligt. I Danmark anvendtes oftest skorstene, som fra grunden strakte sig op gennem hele bygningen, og til hvilke aftrækket fra ovne med mere i de enkelte etager blev ført; hvor der til to ovne i samme etage benyttes samme skorsten, måtte det iagttages, at rørene ikke mundede ud i skorstenen i samme højde, da dette skadede trækket. I andre lande, således England, var det almindeligt, at hvert ildsted havde sin skorsten, hvorved der fremkom et større antal sådanne, end man almindeligt så i Norden; navnlig, hvor der brugtes åbne kaminer, var det nødvendigt, at hver havde sin skorsten.

## Konstruktion
I ældre tid gjordes skorstene så vide — ca. 1/2 m i firkant — at de kunne passeres af skorstensfejeren, og dette brugtes endnu længe på landet, men i byerne anvendtes som regel langt mindre skorstene — ca. 250 mm i firkant — som skorstensfejeren måtte rense ved hjælp af det såkaldte snorapparat, et tov med en stiv kost, hvorunder hænger en tung jernkugle, som kan føres op og ned i skorstenen. Soden falder da ned og kan udtages ved bunden af skorstenen, hvor der i dette øjemed er anbragt en renselem; en sådan anbringes også ofte i tagetagen for at undgå, at skorstensfejeren skal bestige taget. Skorstenen mures så vidt muligt lodrette, men af hensyn til husets ydre og for at få dem ført op gennem tagets rygning, føres de ofte skråt — »trækkes« — i tagetagen. I sådanne tilfælde må de jævnlig understøttes af en »skorstensstol«, som enten kan være muret, når der under skorstenen findes en mur, eller også dannes af to træbjælker, der forneden fastgøres i bjælkelaget, foroven i taget. I tilfælde af ildebrand er stole af træ ikke heldige, da skorstenen styrter ned, når stolen brænder, og de bør derfor helst undgås. Den over taget synlige del af skorstenen hedder skorstenspiben, men kaldes i daglig tale som regel skorsten. Tykkelsen af muren i en skorsten er som regel en halv sten; hvor bjælkelag passeres, er den dog een sten, for at der kan blive den lovbefalede afstand mellem skorstenens indre og træværket. Skorstenspibens beliggenhed i forhold til omgivende bygninger kan af og til være således, at vinden ved tilbagekastning eller på anden måde fremkalder nedslag i skorstenen, hvilket man da søger at afbøde ved særlig udformning af piben, ved afdækning af denne eller ved anbringelsen af faste eller bevægelige røghætter.
Fritstående skorstene stammer fra England, hvor man begyndte at anvende dem henimod år 1800. De benævnes i flæng dampskorstene eller fabrikskorstene. Højden er ofte meget betydelig, dels for at skaffe den nødvendige træk, dels for at føre de ofte ubehagelige og i stor mængde forekommende forbrændingsprodukter så højt op i luften, at de hurtig spredes uden for stor ulempe for omgivelserne. 50 Alen = 31,4 m kræves almindelighed som minimalhøjde i Danmark, navnlig i byerne. Den højeste skorsten fandtes i begyndelsen af det 20 århundrede ved Great Falls i den nordamerikanske stat Montana, hvor den sendte de ved kobbersmelteovnene frembragte sure luftarter 155 m i vejret. Hvor det udelukkende drejer sig om fyringsanlæg uden hensyn til røgens bortskaffelse i størst mulig højde, er det dog ikke økonomisk fordelagtigt at gå til en tilnærmelsesvis så stor højde.
Skorstenens vidde — »lysning« — retter sig naturligvis efter den luftmængde, der skal bortføres, og kan ofte være ikke så få meter. Skorstenen er da et betydeligt bygningsværk, der kræver en omhyggelig beregning og udførelse, hvorved det navnlig drejer sig om at undersøge grundens bæreevne og skorstenens stabilitet, samt at de på grund af egenvægten, vindtrykket og opvarmningen opståede materialespændinger ikke bliver for store. Firkantede og ottekantede skorstene var tidligere almindelige, da de kunne opføres af sædvanlige mursten, senere anvendtes som oftest til almindelige fabrikskorstene af ikke alt for store dimensioner særlige mursten, der er kiledannede og med en afrundet flade udefter, så at hele skorstenen bliver rund. Runde skorstene kan let mures indvendig fra — »over hånden« — uden stillads, og de er både lettere og billigere end de fire- og ottekantede. Også almindelig beton er blevet anvendt ved bygningen af runde skorstene, men efter at den armerede beton blev almindelig som byggemateriale, er det dog særlig denne, der — først i Amerika og senere i Europa — har fundet anvendelse. Skorstene af jernbeton frembyder flere fordele så som ringe egenvægt og stor stabilitet, lige som man undgår murværkets fuger, der ofte giver anledning til utætheder og derved til »falsk træk«.

## Indretning
Skorstene forsynes ofte indvendig i en del af højden med en kappe af ildfast murværk, og dette finder altid sted, når der skal tilføres skorstenen luftarter med højere temperaturer end de ved almindelige moderne fyringsanlæg sædvanlige. Mødes røgen fra ildsteder i samme højde, oftest i bunden af skorstenen, må der i denne opføres skillemure, såkaldte tunger, der leder røgen opad og forhindrer, at de ulige røgstrømme støder imod hverandre, hvilket skader trækket i høj grad; Toppen af skorstenen bør ikke have noget fremspring — »hoved« — da dette giver anledning til, at der af vinden dannes hvirvler, som ligeledes skader trækket. Murede skorstene forsynes som regel med lynafledere, mens man ved jernbetonskorstene gerne sørger for, at armeringen kan fungere som sådan.
Undertiden — særlig hvor det drejer sig om interimistiske anlæg eller anlæg, hvor trækket fremskaffes ad mekanisk vej (ved ventilatorer, kunstig træk) — anvendes skorstene af jern, næsten altid runde, og ved transportable ildsteder anvendes altid jernskorsten. På tidligere tiders lokomobiler og navnlig lokomotiver var skorstenene ganske lave, og trækken frembragtes da af en dampstråle. På dampskibe derimod kunne skorstene ofte have betydelige dimensioner; højden af en skibsskorsten kunne på de store transatlantiske dampere nå hen imod 50 m og diameteren 5 à 6 m eller mere; en stor del af skorstenene skjultes dog af skibsskroget.
Til hurtig og skønsmæssig bestemmelse af en skorstens højde og tværsnitsareal findes flere brugbare empiriske formler, men den endelige bestemmelse fordrer en indgående og sagkyndig behandling, idet det er af stor økonomisk betydning, at skorstenen er rigtig dimensioneret. Højden må være således, at man under de ugunstigste atmosfæriske forhold og med den for anlægget påregnede laveste skorstenstemperatur er sikker på at have tilstrækkelig træk til at kunne overvinde modstanden mod forbrændingsluftens passage gennem rist og fyr, mod forbrændingsprodukternes videre gang gennem kedel, røgkanal og skorsten samt til at give dem den fornødne hastighed, der i skorstenens øverste munding ikke må være under 3 à 4 m. Tværsnitsarealet afhænger af højden og mængden af forbrændingsprodukter. Det bør dog aldrig sættes for stort på bekostning af højden, idet der i en skorsten med forholdsvis stort tværsnitsareal let under varierende belastning kan fremkomme nedadgående luftstrømninger, når belastningen formindskes.